# اوشن مولر
اوشن مولر (زادهٔ ۲ ژانویه ۲۰۰۳) یک ورزشکار تیراندازی فرانسوی است.  او در رشته تفنگ بادی 10 متر زنان در بازی‌های المپیک تابستانی 2020 شرکت کرد و در جایگاه پنجم ایستاد.  او در بازی‌های مدیترانه‌ای ۲۰۲۲ که در اوران الجزایر برگزار شد، دو مدال طلا گرفت. 

## لینک های خارجی
- اوشن مولر در Olympedia (انگلیسی)
- اوشن مولر در TheSports.org (انگلیسی)
- اوشن مولر در فدراسیون جهانی تیراندازی (انگلیسی)